# سيمون برستون
سيمون برستون (بالإنجليزية: Simon Preston)‏ هو عازف الأرغن وملحن بريطاني، ولد في 4 أغسطس 1938 في بورنموث في المملكة المتحدة.

## وصلات خارجية
- سيمون برستون على موقع IMDb (الإنجليزية)
- سيمون برستون على موقع ميوزك برينز (الإنجليزية)
- سيمون برستون على موقع إن إن دي بي (الإنجليزية)
- سيمون برستون على موقع أول ميوزيك (الإنجليزية)
- سيمون برستون على موقع ديسكوغز (الإنجليزية)
- سيمون برستون على موقع قاعدة بيانات الفيلم (الإنجليزية)